# Hydrologie de la Suisse
Vous lisez un « bon article » labellisé en 2008.

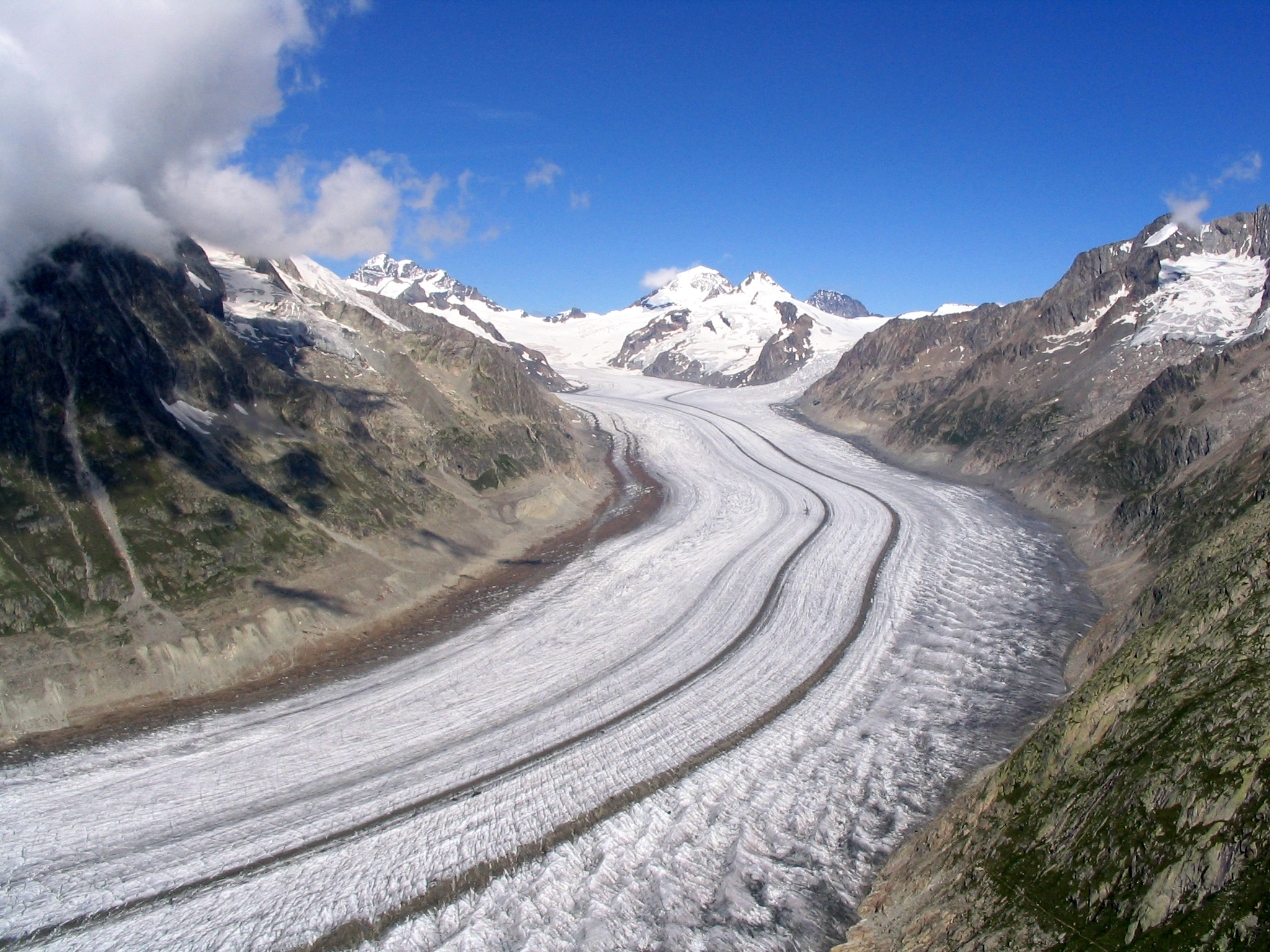
Le glacier d'Aletsch alimente le Rhône.

L'hydrologie est la science qui étudie le cycle de l'eau dans son ensemble, c'est-à-dire les échanges d'eau entre le sol et l'atmosphère (précipitations et évaporation) mais aussi entre le sol et le sous-sol (eaux souterraines).
La Suisse a un système hydrologique varié et complexe. Son climat qui donne des précipitations sous forme de neige et de pluie est aussi responsable d'une certaine évaporation de l'eau dans l'atmosphère. L'altitude et le climat permettent la formation et le maintien de nombreux glaciers qui alimentent des cours d'eau appartenant à cinq grands bassins versants de fleuves européens, par lesquels les eaux quittent le pays et rejoignent les mers. La géologie complexe du sous-sol suisse stocke de l'eau appelée « eau souterraine ».
On parle parfois de la Suisse comme du « Château d'eau de l'Europe »,.

## Précipitations
La moyenne des précipitations tombant annuellement en Suisse est très nettement supérieure à celle du reste du continent européen, 1 456 mm d'eau contre 790 mm. Cependant le climat de la Suisse n'étant pas uniforme, de grandes variations existent d'une région à une autre, les montagnes jouant un rôle très important dans ces disparités. Ces différences se ressentent au niveau des précipitations et des températures. Ainsi, en Valais, la moyenne annuelle des précipitations est deux fois plus basse que la moyenne nationale. Les régions situées sous le vent des massifs montagneux, par rapport aux vents dominants, sont plus sèches que les régions non abritées. Par exemple, la partie romande du plateau et le nord-ouest du pays sont relativement secs, abrités des vents dominants respectivement par le Jura et la Forêt-Noire d'une part, et les Vosges de l'autre. En Valais on trouve des régions très proches géographiquement mais avec des niveaux de précipitations très différents. La Jungfrau avec 4 140 mm est l'une des régions les plus arrosées du pays alors que Stalden, situé à environ 30 kilomètres enregistre 520 mm de précipitations annuelles.
La température de l'air est un facteur influant sur la nature des précipitations ; ainsi avec la diminution de la température en altitude, les précipitations neigeuses sont de plus en plus prédominantes. La neige tombant l'hiver au-dessus d'une certaine altitude, elle doit attendre la fin du printemps pour fondre et s'écouler dans les rivières. Cette situation génère des régimes hydrologiques avec influences nivales pour de nombreuses rivières.

## Cours d'eau

Les cinq bassins versants de la Suisse.
Rhin
Aar (sous-bassin versant du Rhin)
Rhône (Doubs au nord)
Pô (Doveria, Tessin, Poschiavino, Mera)
Danube (Inn)
Adige (Rom)

Les eaux de surface s'écoulent par un réseau de près de 65 000 km de cours d'eau, répartis dans les bassins versants de cinq fleuves européens : le Rhin, le Rhône, le Pô, le Danube et l'Adige. Le réseau hydrologique suisse arrose ainsi la mer du Nord, la mer Méditerranée, la mer Adriatique et la mer Noire. Parmi ces cinq fleuves, seuls deux prennent leur source en Suisse, le Rhin et le Rhône. Pour les trois autres fleuves, ce sont des affluents qui prennent leur source en Suisse.
| Bassin versant | Pourcentage de la superficie de la Suisse | Principaux affluents en Suisse | Se jette dans                                                         |
| -------------- | ----------------------------------------- | ------------------------------ | --------------------------------------------------------------------- |
| Rhin           | 68 %                                      | Aar, Reuss                     | mer du Nord dans un delta aux Pays-Bas                                |
| Rhône          | 18 %                                      | Doubs                          | mer Méditerranée dans un delta (la Camargue) en France                |
| Pô             | 9,3 %                                     | Tessin                         | mer Adriatique dans un delta au nord-est de l'Italie                  |
| Danube         | 4,4 %                                     | Inn                            | mer Noire dans le plus grand delta européen en Roumanie et en Ukraine |
| Adige          | 0,3 %                                     | Rom                            | mer Adriatique, au nord du delta du Pô                                |

Le massif du Saint-Gothard et les glaciers qui s'y trouvent sont le lieu de naissance de nombreux cours d'eau, dont le Rhin, le Rhône, le Tessin, l'Aar ou encore la Reuss.
Les régimes hydrologiques des différents cours d'eau présents en Suisse ont fait l'objet d'une étude menée par l'Institut de Géographie de l'Université de Berne. Cette étude a concerné 95 bassins versants avec des surfaces de 10 à 500 km2. Seize types de régimes ont été identifiés, répartis en trois grandes classes distinctes correspondant à trois aires géographiques du pays. Ces trois classes de régimes sont le régime alpin, le régime du plateau et du Jura et le régime du sud des Alpes. Les régimes alpins sont souvent dominés par l'influence glaciaire. Le plateau et le Jura sont marqués par des régimes de type pluvial et nival. Pour le sud des Alpes il s'agit de régimes pluviaux avec influence méridionale.

### Rhin

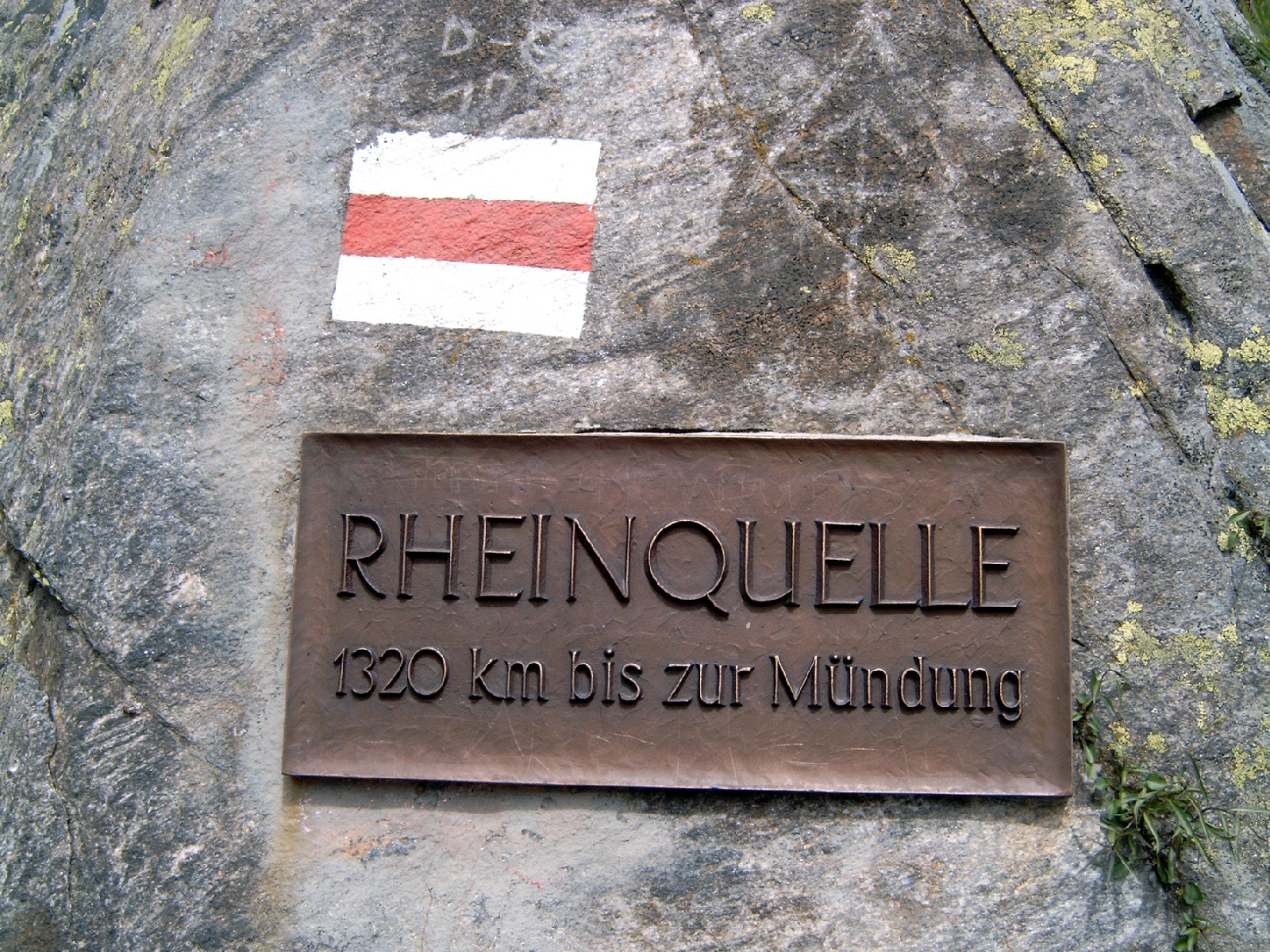
Plaque indiquant la source du Rhin et la longueur de son cours jusqu'à la mer du Nord.

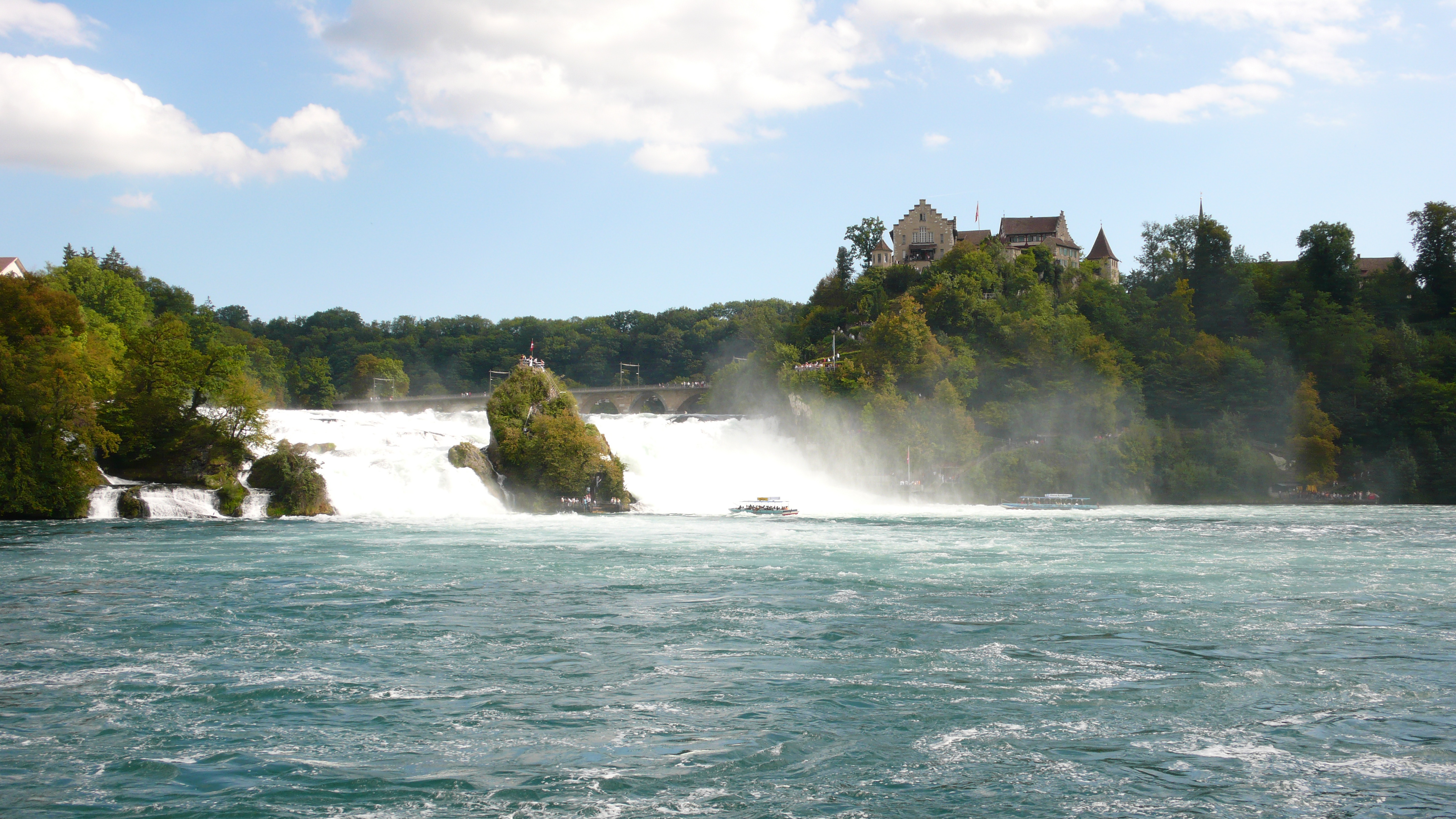
Les chutes du Rhin près de Schaffhouse.

Le bassin versant du Rhin est le plus vaste de Suisse, couvrant 68 % de la superficie du territoire. Ce bassin versant est dominé par la présence de l'Aar, principal affluent du Rhin en Suisse.
Le Rhin prend sa source en Suisse dans le massif du Saint-Gothard dans le canton des Grisons. Il ne prend le nom de Rhin qu'à la confluence de deux rivières nommées « Rhin antérieur » et « Rhin postérieur » même si le cours du Rhin antérieur est considéré comme le Rhin. Il suit un parcours du sud-est vers le nord-ouest en passant par Ilanz puis Coire où il bifurque vers le nord. Peu après, il récupère les eaux du Landquart sur sa rive droite. Ensuite, il marque la frontière avec le Liechtenstein puis avec l'Autriche. Il se jette alors dans le lac de Constance et marque la frontière avec l'Allemagne. À Schaffhouse, il passe les chutes du Rhin. Il quitte la Suisse à Bâle et marque dès lors la frontière entre l'Allemagne et la France. Délimitant une bonne partie de la frontière entre la Suisse et ses voisins orientaux et septentrionaux, la majorité du bassin versant du Rhin en rive droite et en amont de Bâle n'est pas situé en Suisse.
À sa sortie de Suisse, à Bâle, le débit moyen annuel du Rhin est d'environ 1 000 m3/s (1 079 m3/s mesuré en 2007 à la station de Rheinhalle). À son embouchure dans la mer du Nord, le débit moyen annuel est de 2 200 m3/s mesuré à Lobith, Lobith étant la dernière station de mesure avant que le Rhin ne se sépare en différents bras pour former un delta.
La surface totale du bassin versant du Rhin est de 185 000 km2, bassin versant réparti entre la Hollande, l'Allemagne, la Belgique, le Luxembourg, la France, la Suisse, l'Autriche, le Liechtenstein et l'Italie. Sur ce bassin versant, 35 897 km2 se situent en amont de Bâle, dont 24 300 km2 situés en Suisse.
|                           | Totalité du fleuve | Amont de Bâle                |
| ------------------------- | ------------------ | ---------------------------- |
| Surface du bassin versant | 185 000 km2        | 35 897 km2 soit environ 20 % |
| Débit                     | 2 200 m3/s         | 1 079 m3/s soit environ 45 % |

Le tableau précédent montre les débits et les surfaces de bassin versant comparés entre la totalité du fleuve et sa partie en amont de Bâle. Bien que le bassin versant ne représente que 20 % en amont de Bâle, le fleuve a déjà acquis près de la moitié de son débit à cet endroit. Cela montre l'influence des zones montagneuses, principalement situées en Suisse mais aussi en Allemagne, en Autriche et au Liechtenstein. Ces zones montagneuses confèrent au Rhin, ainsi qu'à ses affluents montagneux, un débit très variable. Ainsi, en 2006, le débit est de 473 m3/s en janvier et 1 877 m3/s en avril. Cette situation est due au fait que les précipitations tombent essentiellement sous forme de neige en hiver. Le fort débit du mois d'avril est quant à lui la conséquence de la fonte de ces neiges hivernales.
Le Rhin reçoit des affluents importants en Suisse, notamment la Thur en Suisse orientale et l'Aar, principal bassin versant de Suisse centrale. La Thur se jette dans le Rhin peu après les Chutes du Rhin de Schaffhouse.

#### Aar

Bassin-versant de l'Aar.

Le réseau hydrologique de l'Aar est notamment composé de l'Emme, la Limmat, la Reuss ou la Sarine ainsi que de nombreux lacs : le lac de Zurich, le lac de Thoune, le lac des Quatre Cantons ou le lac de Neuchâtel. Parmi les affluents de l'Aar, comme la Kander et la Sarine sur la rive gauche, l'Emme, la Reuss et la Limmat sur la rive droite. L'Aar et plusieurs de ses affluents, comme la Linth et la Kander, ont subi des travaux de correction, leurs cours respectifs ont été déplacés ou aménagés.
L'Aar prend sa source non loin du Finsteraarhorn, sommet de 4 274 m d'altitude situé dans le massif de l'Aar-Gothard. Elle contourne ce massif par le nord-est puis alimente successivement le lac de Brienz et le lac de Thoune, Interlaken étant située entre ces deux lacs sur les rives de l'Aar. À la sortie du lac de Thoune, son cours se dirige vers le nord. Berne, la capitale de la confédération, s'est développée dans un méandre de la rivière. Pendant les travaux de correction des eaux du Jura, son cours a été modifié pour passer dans le lac de Bienne. Elle traverse ensuite le Moyen Pays d'ouest en est pour rejoindre le Rhin près de Koblenz en Argovie.
La Kander est un torrent de montagne qui prend sa source dans les Alpes bernoises. Elle se jette dans le lac de Thoune où elle devient un affluent de l'Aar. Avant les travaux de déviation du XVIIIe siècle, la confluence se situait plusieurs kilomètres en aval de l'exutoire du lac. En 2007, le débit moyen annuel de la Kander peu avant de rejoindre l'Aar dans le lac de Thoune est de 21,2 m3/s, mesurés à Hondrich (localité de Spiez).
La Sarine prend sa source dans les Alpes bernoises au col du Sanetsch. Sur le cours de la rivière s'écoulant dans le Moyen Pays s'étend le Röstigraben, littéralement « fossé des röstis ». Cette expression symbolise la frontière linguistique et culturelle entre Suisse romande et Suisse alémanique. La Sarine se jette dans l'Aar à Mühleberg, avant que l'Aar ne rejoigne le lac de Bienne, peu après avoir reçu les eaux de la Singine à Laupen. En 2007, le débit moyen annuel de la Sarine à Laupen est de 58,5 m3/s.
L'Emme prend sa source au nord du lac de Brienz, elle suit un cours du sud vers le nord à travers l'Emmental et le plateau suisse. Elle se jette dans l'Aar en aval de Soleure, à Luterbach. Avant les différents travaux réalisés sur l'Aar, la confluence de ces deux cours d'eau générait d'importantes inondations dans la région de Soleure et en amont. En 1651, une inondation aurait formé un « grand lac de Soleure » entre Soleure et le lac de Bienne. Depuis ces travaux et notamment la correction des eaux du Jura, la condition de Murgenthal fixe un débit limite de l'Aar à ne pas dépasser en aval de la confluence de l'Emme, soit 850 m3/s. En cas de crue, l'Aar est partiellement retenue dans les trois lacs (Neuchâtel, Bienne et Morat) pour décaler dans le temps les deux pics de crues des rivières et éviter que la superposition des pics des crues n'engendre des inondations. En 2007, le débit moyen annuel de l'Emme à Wiler est de 13,7 m3/s.
La Reuss prend sa source à proximité des cols de la Furka et du Saint-Gothard dans le massif de l'Aar-Gothard. Elle forme la vallée d'Urseren, en sort après Andermatt puis rejoint le lac des Quatre Cantons dont elle est l'émissaire. Après Lucerne, elle se dirige vers le nord et se jette dans l'Aar à Brugg, peu avant la confluence avec la Limmat. En 2007, le débit moyen annuel de la Reuss à Mellingen est de 137 m3/s.
La Limmat est le dernier gros affluent de l'Aar en direction de la confluence avec le Rhin. Elle nait dans le lac de Zurich, dans lequel se jette notamment la Linth. En 2007, le débit moyen annuel de la Limmat à Baden, en Argovie, est de 96,8 m3/s.
| Année | Rhin Station de Rekingen | Aar Stattion de Untersiggenthal, Stilli |
| ----- | ------------------------ | --------------------------------------- |
| 2004  | 402 m3/s                 | 493 m3/s                                |
| 2005  | 384 m3/s                 | 499 m3/s                                |
| 2006  | 402 m3/s                 | 599 m3/s                                |
| 2007  | 413 m3/s                 | 610 m3/s                                |

Le tableau ci-dessus montre l'importance de l'apport de l'Aar dans le débit du Rhin. Ces débits sont aussi à rapprocher de celui du fleuve proche de son embouchure, 2 200 m3/s.

### Rhône

Bassin versant du Rhône en amont du lac Léman.

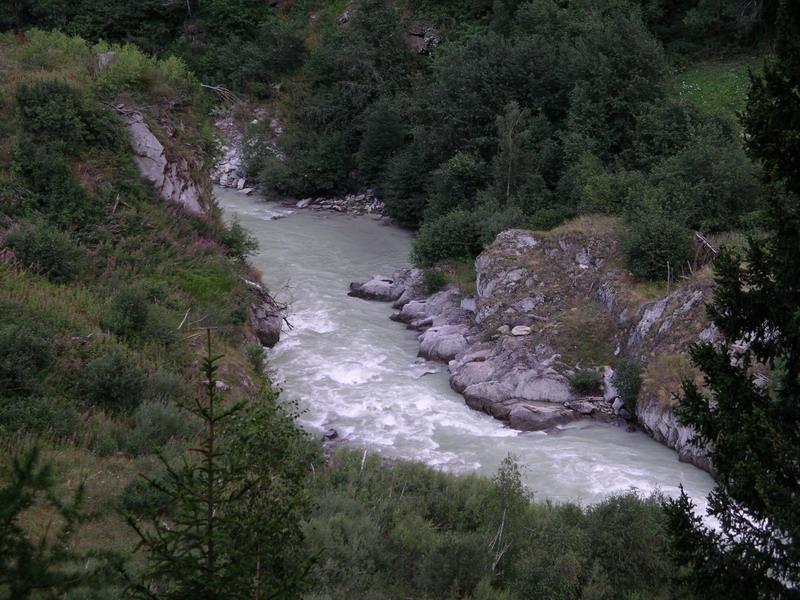
Dans le Haut-Valais, le Rhône n'est encore qu'un torrent de montagne.

Le bassin versant du Rhône couvre 18 % de la superficie de la Suisse. Il est composé de deux parties distinctes en Suisse : le Doubs et le cours principal du Rhône. Le Doubs est un affluent de la Saône qui rejoint le Rhône à Lyon, en France.
Le Doubs est un sous-affluent du Rhône, c'est-à-dire qu'il est un affluent de la Saône elle-même affluent du Rhône. Le Doubs prend sa source en France à Mouthe, dans le massif du Jura. Dans le canton de Neuchâtel à proximité des Verrières, quelques rivières sont des affluents du Doubs puis, à partir des Brenets, il marque la frontière entre les deux pays. Dans le canton du Jura, il forme une boucle dans la région de Saint-Ursanne puis franchit la frontière. Le débit annuel moyen du Doubs à Ocourt, avant de rejoindre la France, est de 38 m3/s.
Le Rhône prend sa source non loin du Rhin dans le massif du Saint-Gothard. Le cours du Rhône débute par le glacier du Rhône dans le canton du Valais ; il coule ensuite de l'est vers l'ouest à travers ce canton, bifurque vers le nord-ouest à Martigny et rejoint le lac Léman. Entre le glacier et le lac, le Rhône reçoit quantité d'affluents sur ses deux rives sous la forme de torrents de montagne. Cette portion du cours du Rhône a subi de multiples aménagements au XIXe siècle et au XXe siècle.
Le niveau du lac Léman est aujourd'hui régulé par un barrage sur le Rhône situé en ville de Genève à proximité de l'exutoire du lac. Il traverse la ville et le canton de Genève et entre en France à Chancy. Entre le lac Léman et Chancy, il reçoit les eaux de l'Arve sur sa rive gauche. Le débit moyen annuel du Rhône à Genève est de 261 m3/s en 2007.
À sa sortie du territoire suisse, le débit du fleuve est de 358 m3/s. Proche de son embouchure dans la mer Méditerranée, ce débit est de 1 700 m3/s.

### Pô

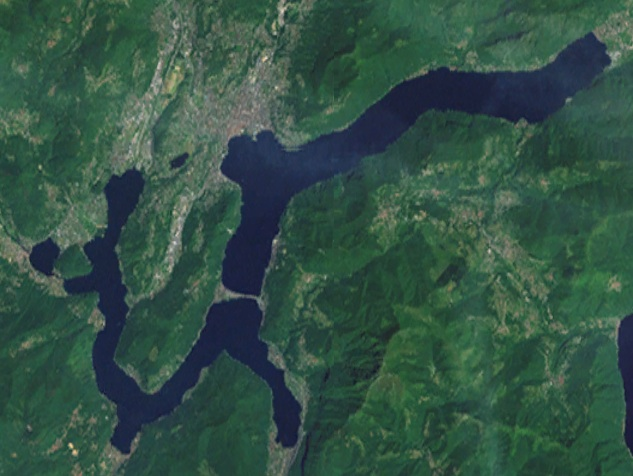
Le lac de Lugano.

Le Pô ne s'écoule pas lui-même en Suisse mais plusieurs de ses affluents, tous situés sur la rive gauche du Pô, prennent leurs sources dans les Alpes suisses. En Valais, dans la région de Simplon et de Gondo, se trouve la Diveria. Cette rivière est un affluent du Toce qui se jette dans le lac Majeur. Le Tessin, Ticino en italien, est le cours d'eau émissaire du lac Majeur. Le bassin versant formé par le Tessin et ses affluents couvre une grande partie du canton du Tessin. La partie aval du lac Majeur est située en Italie. De là, le Tessin part vers le sud et rejoint le Pô dans la plaine du même nom, à quelques kilomètres au sud-est de Pavie en Lombardie. Au sud du canton du Tessin, quelques rivières se jettent dans le lac de Lugano qui se déverse lui-même dans le lac Majeur par l'intermédiaire de la Tresa.
Au sud-ouest du canton des Grisons, le Val Bregaglia est une vallée dans laquelle coule la Mera. Après être rentrée en Italie, cette rivière rejoint le lac de Côme. Toujours dans le sud du canton des Grisons, le Poschiavino passant par Poschiavo est un affluent de l'Adda qui rejoint le lac de Côme puis descend vers le sud et devient un affluent du Pô à hauteur de Crémone.
Le Pô coule d'ouest en est dans la partie Nord de l'Italie, la plaine du Pô. Il draine les eaux de la vallée de Simplon et du canton du Tessin par l'intermédiaire du Tessin puis les eaux des vallées sud des Grisons par l'intermédiaire de l'Adda. Il rejoint la mer Adriatique par un delta au sud de Venise.

### Danube
Le Danube prend sa source en Allemagne en Forêt-Noire. Il parcourt l'Europe d'ouest en est et se jette dans la mer Noire par un delta principalement situé en Roumanie. L'Inn ou En en romanche, un de ses affluents de rive droite, prend sa source au col de la Maloja au sud-est de Saint-Moritz en Engadine. Son cours est axé du sud-ouest vers le nord-est avant de rejoindre la frontière austro-suisse à proximité de Tschlin. L'Inn passe par Innsbruck à laquelle il donne son nom et rejoint le Danube à Passau en Allemagne. Divers affluents de l'Inn, principalement des torrents de montagnes, forment avec l'Inn un bassin versant d'environ 2 500 km2. En 2007, le débit moyen annuel de l'Inn à Martina, localité de Tschlin, est de 39,7 m3/s.

### Adige
Le Val Müstair est une vallée située au sud-est de l'Engadine dans le canton des Grisons. Le Rom y prend sa source puis devient un affluent de l'Adige sur sa rive droite. L'Adige prend sa source au col de Resia non loin du tripoint entre l'Autriche, l'Italie et la Suisse. L'Adige passe par Bolzano et descend vers le sud en direction de la plaine du Pô. Il rejoint la mer Adriatique au nord du delta du Pô.

## Lacs

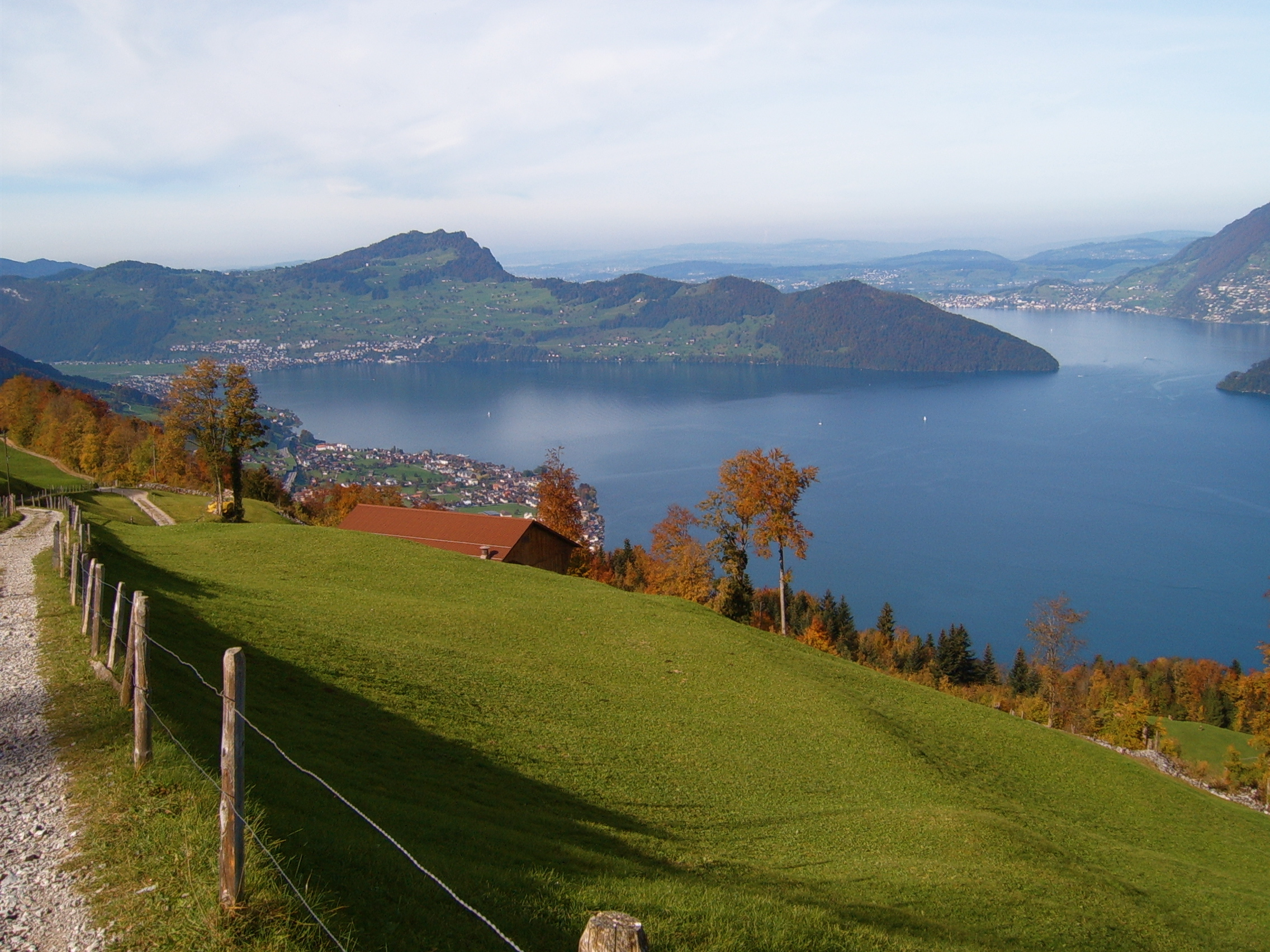
Le lac des Quatre Cantons, lac autour duquel la Confédération suisse est née.

Le caractère accidenté du relief de la Suisse se prête aisément à la formation de lacs. Ainsi le territoire suisse est marqué par la présence de nombreux lacs. La superficie totale occupée par des lacs est de 1 422,4 km2, soit 3,4 % des 41 285 km2 du territoire national. Les plus grands lacs de Suisse sont le lac Léman, le lac de Constance et le lac Majeur, cependant ces lacs sont bi-nationaux donc partagés avec respectivement la France, l'Allemagne et l'Italie. Le plus grand lac entièrement suisse est le lac de Neuchâtel.
La Suisse compte quinze lacs d'une superficie supérieure à 10 km2. Parmi ces lacs, seul le lac Léman se trouve sur le bassin versant du Rhône, les lacs Majeur et de Lugano étant sur le bassin versant du Pô. Le lac de Constance est le seul directement sur le cours du Rhin, les onze autres lacs sont tous sur le bassin versant de l'Aar, sous-bassin versant du Rhin (lacs de Neuchâtel, Bienne, Morat, Brienz, Thoune, Sempach, Hallwil, Quatre Cantons, Zoug, Walenstadt et Zurich).
De nombreux lacs ont une origine glaciaire, c'est-à-dire que la formation du lac résulte de l'érosion réalisée par un glacier. Après son recul, le glacier laisse libre une zone accidentée, l'eau remplit les dépressions afin de continuer à s'écouler vers l'aval. Le lac Léman en partie, le lac de Constance, ceux de Zurich, des Quatre Cantons, de Thoune sont des exemples de lacs glaciaires en Suisse. Il en résulte des lacs généralement assez étroit situés dans des vallées encaissées ; ces lacs sont très profonds. Le lac Léman situé à une altitude de 372 m a une profondeur maximale de 310 m.
Ces lacs se sont formés naturellement, cependant aujourd'hui le niveau de nombre d'entre eux est contrôlé par l'homme. Il est régularisé en aval, soit pour maintenir un niveau relativement constant (lac Léman), soit pour contrôler le débit de certaines rivières (lac de Neuchâtel). Parmi les quinze lacs d'une taille supérieure à 10 km2, seuls quatre ne sont pas régularisés. Il s'agit des lacs de Constance, de Walenstadt, de Sempach et de Hallwil.
Des lacs artificiels ont aussi été créés pour la production d'hydroélectricité. Il existe des lacs en plaine, construits dans des vallées fluviales alors très encaissées comme les lacs de la Gruyère et de Schiffenen sur le cours de la Sarine. Cependant, la plupart des lacs artificiels sont des lacs d'accumulation situés en altitude. Ces lacs sont principalement situés dans les Alpes, dans les cantons des Grisons et du Valais, comme le lac des Dix, avec le barrage poids le plus haut du monde.

## Glaciers

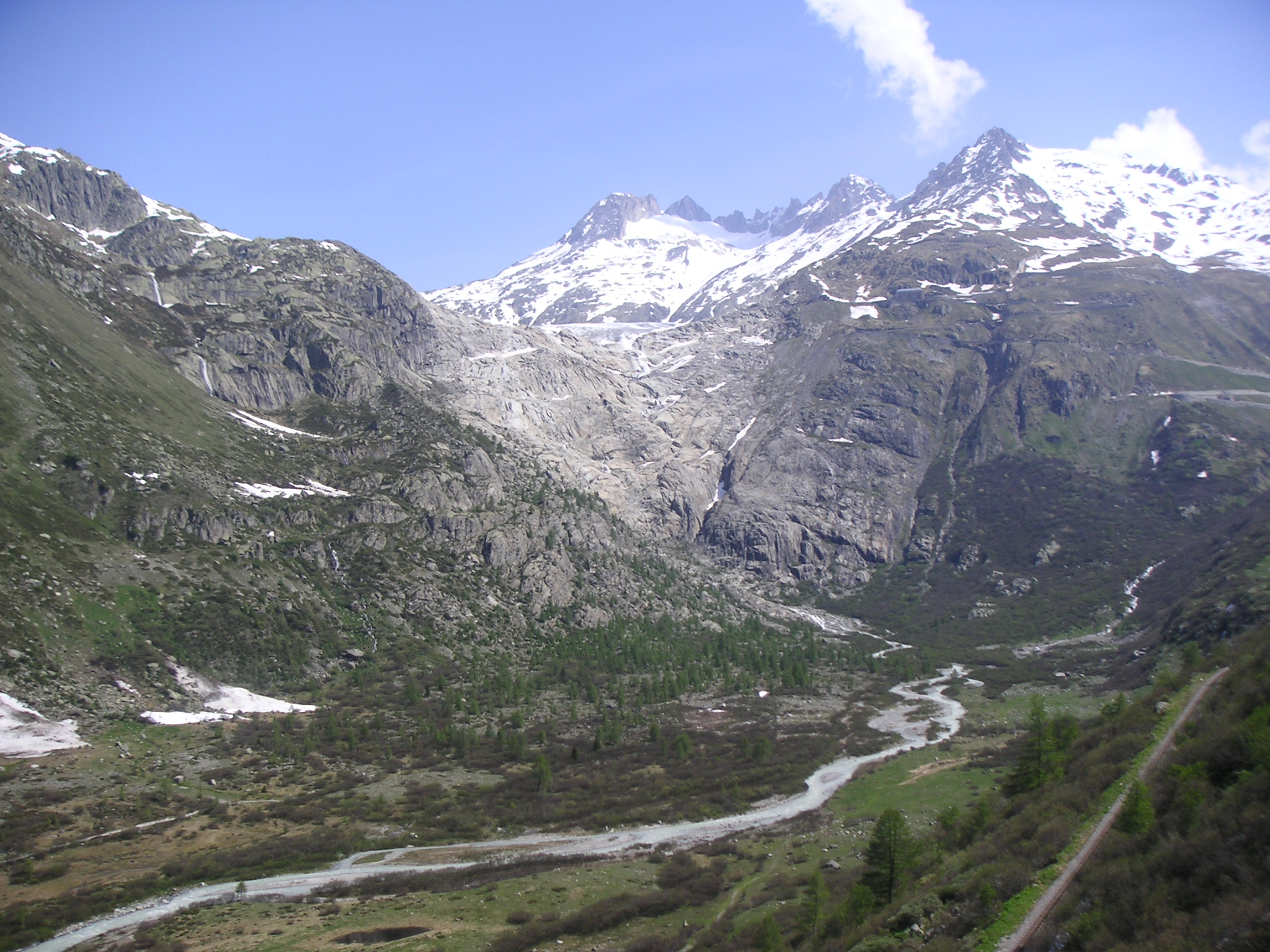
Le glacier du Rhône à Gletsch donne naissance au Rhône.

Les glaciers sont des masses de glaces naturelles subsistant d'une année sur l'autre. Ils sont en mouvement descendant dans des vallées, a contrario des calottes glaciaires qui sont positionnées sur un point et s'écoulent dans toutes les directions autour de ce point. On trouve de nombreux glaciers dans les Alpes, notamment en Suisse, principalement situés dans le canton du Valais.
Depuis 1850 et la fin du petit âge glaciaire, les glaciers reculent sur l'ensemble de la planète. Ce phénomène de perte de masse est présent en Suisse. Ainsi selon Zryd, « les réserves glaciaires ont littéralement fondu », passant de 90 milliards de mètres cubes en 1901 à 75 milliards de mètres cubes en 1980 puis 45 milliards de mètres cubes en 2003.
Cependant, les variations d'extension des glaciers ne sont pas un phénomène nouveau. Les glaciers et leurs déplacements ont contribué à la formation de nombreux paysages en Suisse. Lors de la dernière glaciation, la glaciation de Würm, la Suisse a été en grande partie recouverte par une grande calotte glaciaire. Au cours de cette période, le dernier maximum glaciaire débute entre 27 000 et 30 000 ans avant le présent et s'achève entre 21 000 et 19 000 ans avant le présent. Pendant cette période, le glacier du Rhin est descendu jusqu'à Schaffhouse. Le glacier du Rhône mesurait plus de 300 km de long, il était alimenté par quatre centres principaux : l'actuel glacier du Rhône, un second dans la région d'Aletsch, le troisième dans le sud du Valais (Mont Rose), et au niveau de l'actuelle ville de Martigny il recevait une langue glaciaire émanant du massif du Mont-Blanc. Ainsi, la zone où se situe Martigny était recouverte de 1 500 à 2 000 m de glace. Après cette période, les glaciers ont globalement reculé, avec quelques courtes périodes de petites avancées, les maxima d'avancées des glaciers formant des moraines. On trouve de nombreuses traces de ces moraines dans le paysage suisse.
Le petit âge glaciaire, de 1550-1580 à 1850-1860, constitue la dernière période au cours de laquelle les glaciers ont avancé. Depuis la fin de cette période, le climat s'est réchauffé et les glaciers ont perdu en surface et en volume. En 1850, ils occupent une surface totale de 1 800 km2, en 1973 1 300 km2, en 2002, il reste 1 050 km2 soit 58 % de la surface de 1850, en 2008, environ 2,5 % de la surface du territoire suisse est recouvert de glace. Quant au volume de glace, il a diminué d'un tiers entre 1850 et 1973 puis de 20 à 30 % les trente années suivantes.
Au début du XXIe siècle, il reste environ 2 000 glaciers dans les Alpes suisses. Ils sont principalement situés dans les Alpes valaisannes (Mont Rose, Dent Blanche, etc), les Alpes bernoises (Finsteraarhorn, Jungfrau, Aletschhorn, etc), les Alpes de la Suisse centrale et les Alpes rhétiques (Chaîne de la Bernina, Val Bregaglia). Le plus grand nombre de glaciers se trouve dans des secteurs d'exposition nord-ouest, nord, nord-est ; orientés au nord ils sont plus protégés du rayonnement solaire. Dans des zones à topographie semblable, les glaciers des versants sud sont plus petits que les autres.

## Évaporation
Une forte quantité de l'eau de surface s'évapore sous l'action du soleil, ainsi près de la moitié des précipitations s'évapore dans certains endroits du plateau suisse. L'altitude est un facteur important pour l'évaporation. Malgré l'augmentation du rayonnement solaire avec l'altitude, la baisse de température et la plus longue durée de couverture nuageuse font plus que compenser cette augmentation de rayonnement. L'évaporation est donc plus importante en plaine que sur les sommets.
Selon la nature du sol, l'évaporation est sensiblement différente. Annuellement, elle est de 616 mm pour la forêt, 436 mm pour les cultures de plaine et de montagne, 434 mm pour les zones construites, 234 mm pour les affleurements rocheux, 199 mm pour les surfaces consacrées aux transports, 156 mm pour les glaciers et les névés. La moyenne générale, correspondant au territoire de la Suisse est de 484 mm.

## Eau souterraine
L'eau souterraine désigne l'eau se situant sous la surface du sol, en opposition à l'eau de surface qui forme lacs et rivières. On parle alors d'hydrogéologie. La nature, la situation et l'écoulement des eaux souterraines sont définis par la nature géologique des sols considérés. Au milieu du XXe siècle, la connaissance du sous-sol suisse souffrait de lacunes importantes. Elles ont été en partie comblées dans les années 1980 et 1990, notamment par un programme national de recherche.
La structure géologique de la Suisse s'est formée par collision de deux plaques tectoniques, la plaque eurasienne au nord et la plaque adriatique au sud. Géologiquement, le sous-sol est très complexe et varié avec les Alpes au sud, le Jura au nord-ouest et le plateau entre les deux et au nord. D'importantes quantités d'eau sont présentes dans le sous-sol suisse, dans un vaste réseau lié à cette structure géologique. Le lac souterrain de Saint-Léonard, situé en Valais, avec ses 300 m de longueur et 25 m de largeur en est un bon exemple.
Chaque année, un hectare du plateau suisse filtre en moyenne quatre millions de litres d'eau souterraine propre. Selon l'Office fédéral de l'environnement, le sous-sol suisse renferme environ cinquante milliards de mètres cubes d'eau. Les eaux souterraines sont, de loin, la principale ressource en eau potable de la Suisse, couvrant 80 % des besoins. En considérant tous les prélèvements (eau potable et industrie), les eaux souterraines couvrent 58 % des besoins. Néanmoins, l’urbanisation et l’extension des infrastructures de transport accentuent la pression sur les zones de protection des eaux souterraines. Les surfaces à proximité des captages d’eau potable étant de plus en plus souvent utilisées ou bâties, elles ne peuvent plus remplir leur fonction protectrice. Selon la société suisse de l'industrie du gaz et des eaux, depuis la fin des années 90, un captage d'eau potable sur trois a dû être fermé,.

## Interactions humaines

### Besoins humains
Les populations humaines prélèvent d'importantes quantités d'eau, que ce soit pour les besoins domestiques ou industriels. Chaque année, 200 millions de mètres cubes d'eau potable sont prélevés dans les lacs et plus d'un milliard de mètres cubes dans les eaux souterraines. L'industrie en capte 500 millions de mètres cubes dans les cours d'eau et lacs, ainsi que 100 millions de mètres cubes dans les eaux souterraines. En comparaison, le volume du lac Léman est de 89 milliards de mètres cubes.

### Protection contre les crues

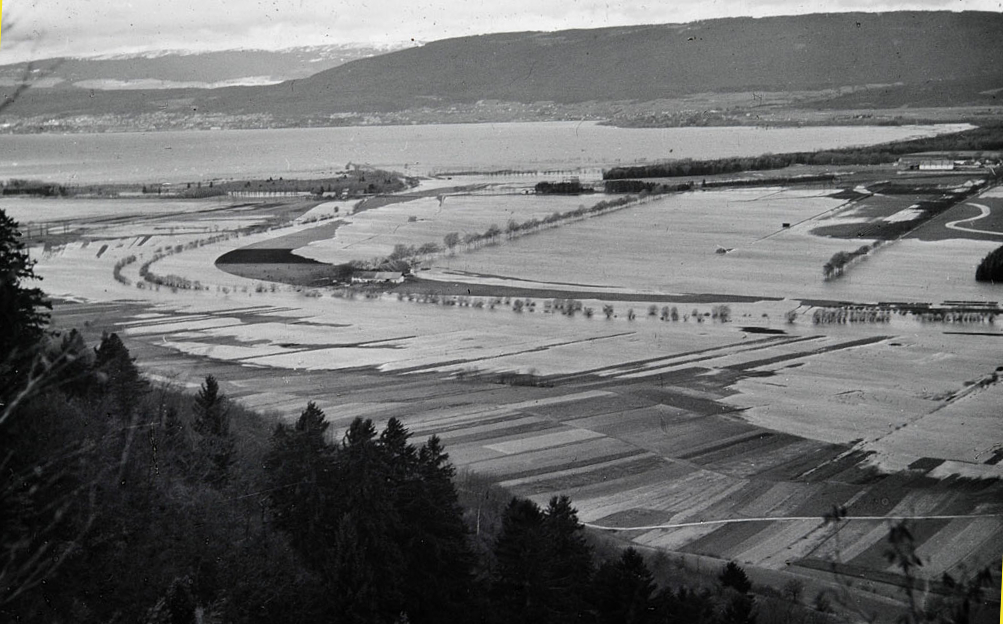
Inondations dans la région des trois lacs

En Suisse, les populations se sont installées principalement sur le plateau. Les populations des nombreuses villes créées au bord d'un lac (Genève, Lausanne, Locarno, Lucerne, Zurich, etc) ou d'un cours d'eau (Bâle, Berne, Fribourg, etc.) ont souffert, au cours des siècles, de nombreuses inondations provoquées par la montée des eaux. De plus, différentes maladies telles que la malaria dont la présence est attestée en Suisse dès le XVIIIe siècle et dont l'origine est alors imputée à des vapeurs empoisonnées provenant des marais ou d'eaux croupissantes, sont propagées dans les zones marécageuses induites par les zones inondables.
Différents travaux de génie civil sont réalisés dans le pays dès le début du XVIIIe siècle à la fois pour lutter contre les crues, pour éliminer les marécages et protéger ainsi les populations de la malaria mais également pour gagner de nouvelles terres cultivables. Selon Vischer, la fin du XVIIIe siècle marque un tournant dans la conception et dans la réalisation de ces travaux. En effet, l'invasion française de 1799 et l'occupation qui s'ensuit apportent au pays de nouvelles structures politiques, telle que la République helvétique, qui permettent d'appréhender plus facilement les problèmes hydrologiques à plus large échelle et de dépasser ainsi les limites des États-cantons de la Confédération des XIII cantons.
Parmi les grands travaux d'aménagements réalisés, la déviation de la Kander, réalisée entre 1711 et 1714, a consisté à détourner la Kander dans le lac de Thoune pour protéger une zone des inondations de la rivière. Ces travaux ont nécessité de nombreuses corrections par la suite mais ont servi de modèle pour des réalisations comme la correction de la Linth ou la correction des eaux du Jura. Le cours du Rhône a aussi été corrigé dans sa partie située en amont du lac Léman, deux corrections ont été réalisées entre 1863 et 1894 et entre 1930 et 1960. En 2008, la Confédération annonce le financement d'une troisième correction devant durer entre 25 et 30 ans.
Au début du XXIe siècle, la protection contre les crues est toujours d'actualité en Suisse. Des inondations, en août 2005 et août 2007, ont provoqué d'importants dégâts dans le pays, principalement sur le plateau. Les crues, des 8 et 9 août 2007, ont dépassé les records de débits de nombreux cours d'eau comme l'Aar ou l'Emme. Le lac de Bienne a aussi dépassé son niveau record. Le 29 août 2007, le Conseil fédéral a estimé que « des interventions d'envergure devront être prises dans les années à venir pour garantir la protection contre les crues » (sic), les conditions météorologiques, au début août 2007, ayant démontré que la capacité d'écoulement et de stockage des lacs et cours d'eau était dépassée en de telles circonstances.

### Exploitation de l'énergie hydraulique
« Nous devrions parvenir un jour à ce qu'aucun ruisseau ne descende des montagnes sans profiter au bien-être national. »

— 1902, Carl Koechlin

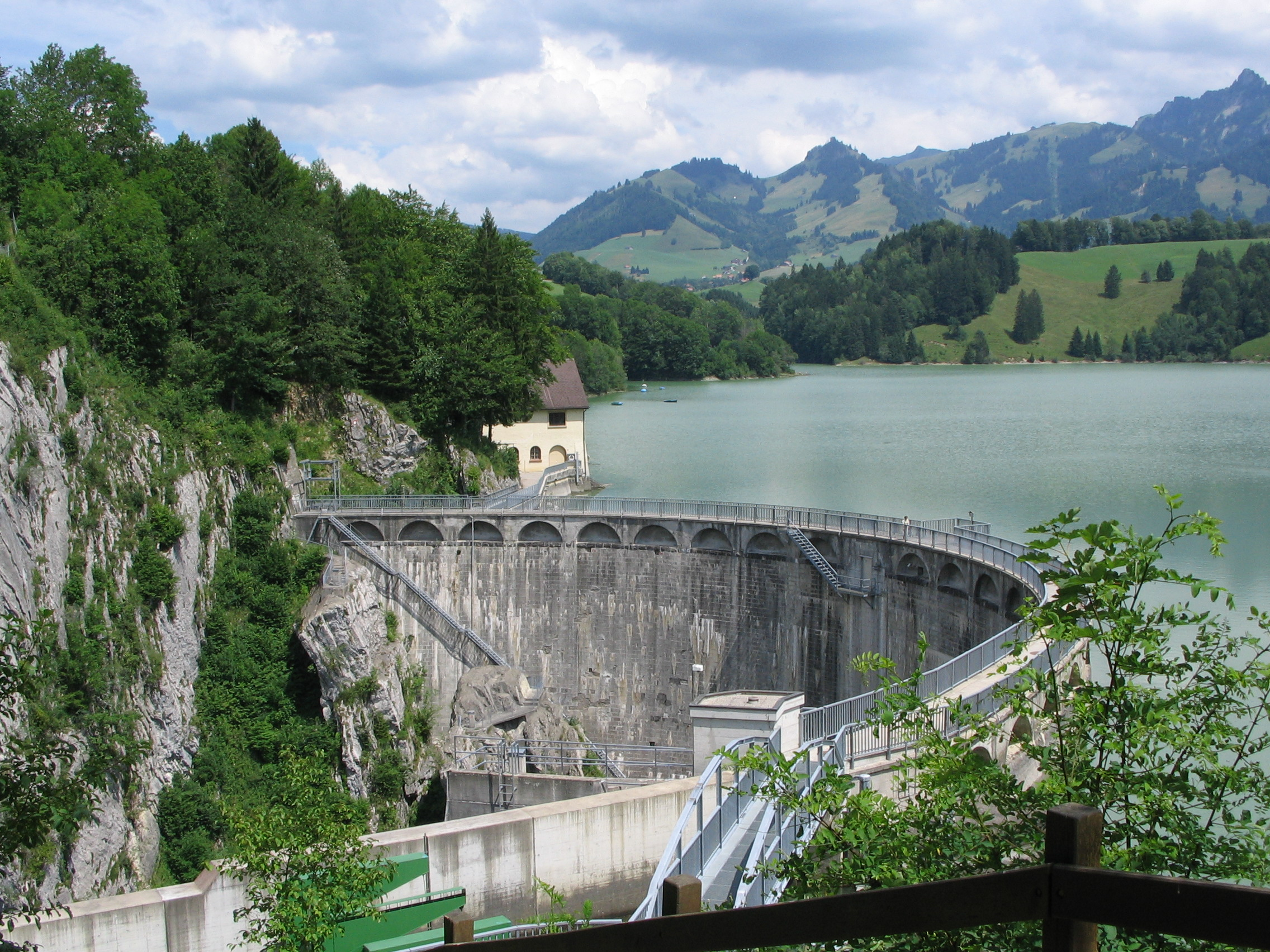
Barrage et lac de retenue de Montsalvens dans le canton de Fribourg.

Les cours d'eau suisses sont exploités pour fournir de l'énergie. Pendant plusieurs siècles, des installations au fil de l'eau ont fourni de l'énergie mécanique. Au début du XXe siècle, dans de nombreux endroits du pays, les installations hydrauliques fournissaient encore directement de l'énergie mécanique, ainsi les infrastructures demandeuses étaient très peu éloignés des cours d'eau, tout au plus de quelques centaines de mètres.
À partir de 1910, la possibilité de transporter l'électricité sur de longues distances a conduit à la construction de lacs d'accumulation dans les Alpes. À cette époque, on a commencé à envisager le pompage turbinage dans les Alpes suisses. De l'eau est pompée en basse altitude puis réinjectée dans des lacs d'accumulation en haute altitude afin de produire de l'électricité aux périodes de pointes de consommation. Par la suite, la Suisse s'est équipée de nombreuses installations hydroélectriques, qu'elles soient au fil de l'eau ou en pompage-turbinage. La période pendant laquelle les travaux d'équipement ont été les plus intenses se situe dans les années 1950 - 1970. Au cours de cette période ont notamment été construits le barrage de la Grande-Dixence et le barrage d'Émosson.
En 2007, la production d'énergie hydraulique est de 130 940 térajoules, soit 57,8 % de la production indigène d'agents énergétiques primaires. Le reste est réparti entre le bois de chauffage, les ordures et déchets industriels ainsi que d'autres énergies renouvelables (éolien, solaire). En 2007, les installations hydroélectriques ont produit 36 373 GWh d'électricité soit 55,2 % de la production totale d'électricité en Suisse. Cette production est répartie entre les centrales au fil d'eau (45,5 %) et les centrales à accumulation (54,5 %).

### Services fédéraux
L'Office fédéral de l'environnement (OFEV) est l'office fédéral chargé de la gestion des réseaux d'observations. Cet office dépend du Département fédéral de l'environnement, des transports, de l'énergie et de la communication (DETEC). Il met notamment à disposition différentes données (niveau d'eau, température, débit, etc) des stations de mesures sur les cours d'eau et les lacs.
En 1863, la Société helvétique des sciences naturelles créé le Service suisse des eaux sur la demande du conseiller fédéral Giovanni Battista Pioda. Un réseau de stations limnimétriques et pluviométriques est créé. En 1866, le Bureau central suisse d'hydrométrie est fondé à Berne. Dans les années qui suivent, de nombreuses études hydrométriques sont menées. La Société helvétique des sciences naturelles ne pouvant plus assumer la charge de toutes ces études, les attributions du Bureau central sont placées sous la direction du Bureau fédéral des travaux publics en 1871
En 1891, la société Frei Land adresse à l'assemblée fédérale une pétition pour introduire dans la constitution fédérale un article relatif à un monopole de l'énergie hydraulique :

« Toutes les forces hydrauliques de la Suisse non encore utilisées sont propriété de la Confédération. Leur exploitation et leur transmission par l'électricité, l'ai comprimé, etc., appartiennent à la confédération. Une loi fédérale règlera tout ce qui concerne l'application de ce monopole et la répartition du bénéfice net qu'il pourra produire. »

L'assemblée fédérale ne donne pas suite à cette pétition mais demande au Conseil fédéral de lui soumettre un projet d'« Étude des connaissances hydrauliques de la Suisse, comme base pour déterminer les forces hydrauliques encore utilisables. » Auparavant le Bureau fédéral des travaux publics avait été remanié et remplacé par l'Inspectorat des travaux publics avec notamment une section hydrométrique. Le 17 août 1895 le conseil fédéral charge, par arrêté fédéral, cette section des études nécessaires pour juger des potentiels hydrauliques de la Suisse.
Dans les années qui suivent la section hydrométrique se développe grandement. En 1908, le Département fédéral de l'intérieur est réorganisé, à cette occasion l'Assemblée fédérale décrète la création d'un Service de l'hydrographie nationale dont les compétences sont plus étendues que l'ancienne section hydrométrique de l'Inspectorat des travaux publics. Le 1er janvier 1815 le Service de l'hydrographie nationale est transformé en Service suisse des eaux.

### Sources et bibliographie
: source utilisée pour la rédaction de l’article
- Oscar Bär, Géographie de la Suisse, Vevey, Éditions Delta, 1976 [détail des éditions]
- Thomas Haller, Felix Hauser, Rolf Weingartner, Atlas hydrologique de la Suisse, Institut de géographie de l’Université de Berne, Berne, 2007.
- Amédée Zryd, Les glaciers en mouvement, Presses polytechniques et universitaires romandes « Le savoir suisse », Lausanne, 2008  (ISSN 1661-8939).
- [PDF]  Daniel L. Vischer, Histoire de la protection contre les crues en Suisse, Rapports de l'Office fédéral des eaux et de la géologie (OFEG), 2003.
- [PDF] Daniel Hartmann, Benjamin Meylan, Beat Jordi, Gestion des eaux souterraines en Suisse, Office fédéral de l'environnement (OFEV), 2008.
- Statistique suisse de l'énergie 1910-1985, Office fédéral de l'énergie (OFEN), Berne, 1986.
- [PDF] Statistique globale suisse de l'énergie 2007, Office fédéral de l'énergie (OFEN), Berne, 2008.
- Office fédéral de l'économie des eaux, Analyse des crues de l'année 1987 - Rapport final, Berne, 1991.